# Río Paraná Bravo
Río Paraná Bravo är en flodgren i Argentina.   Den ligger i provinsen Entre Ríos, i den centrala delen av landet, 80 km norr om huvudstaden Buenos Aires.
Omgivningen kring Río Paraná Bravo består huvudsakligen av våtmarker.